# La firma (programa de televisión)
La firma es un concurso de talentos y competencia de canto hispano-estadounidense original de Netflix. El programa busca la próxima gran figura global del género urbano. El panel de jueces está conformado por Yandel, Nicki Nicole, Rauw Alejandro, Lex Borrero y Tainy. La primera temporada contó con un total de 12 concursantes y se estrenó el 4 de abril de 2023.

## Formato
El programa sigue la vida de 12 concursantes provenientes de distintas partes de América Latina. Dentro de la competencia, cada uno firmará un contrato discográfico con la productora NEON16 y estarán instalados en una casa ubicada en Miami, donde convivirán y deberán prepararse para los retos musicales que se les presentará. En cada programa, los participantes deberán interpretar una canción de su autoría en el escenario de distintos clubes nocturnos, donde serán evaluados por el jurado. Si el concursante no logra convencer a los jueces con su presentación, música y letra será eliminado automáticamente de la competencia y su contrato se cancelará y romperá en ese momento. El ganador tendrá la oportunidad de firmar un contrato discográfico con NEON16, empresa fundada por Lex Borrero y Tainy.

## Jueces y presentador
El 21 de enero del 2022, Netflix confirmó que el jurado de La firma estaría compuesto por el cantante puertorriqueño Yandel, la cantante argentina Nicki Nicole, el cantante puertorriqueño Rauw Alejandro, el productor discográfico colombiano Lex Borrero y el productor discográfico puertorriqueño Tainy. Por otra parte, el programa es presentado por AJ Ramos. 

## Participantes
| Pos. | Participante           | Edad    | Procedencia                           | Resultado      |
| ---- | ---------------------- | ------- | ------------------------------------- | -------------- |
| 1    | Nashy-Nashai           | 20 años | Villa Soldati, Argentina              | Ganadora       |
| 2    | Rmand                  | 19 años | Santo Domingo, República Dominicana   | 2.º puesto     |
| 3    | Diego Smith            | 21 años | Santiago, Chile                       | 3.er puesto    |
| 4    | Wanda Original         | 23 años | Carmen de Patagones, Argentina        | 4.º puesto     |
| 5    | Mosmo                  | 23 años | Hermosillo, México                    | 8.º eliminado  |
| 6    | Gigi Saldaña           | 25 años | Río Grande, Puerto Rico               | 7.ª eliminada  |
| 7    | Eydrey                 | 22 años | Ciudad Juárez, México / El Paso, EEUU | 6.ª eliminada  |
| 8    | Mila                   | 25 años | Bogotá, Colombia                      | 5.ª eliminada  |
| 9    | Nati Boulier           | 26 años | Medellín, Colombia                    | 4.ª eliminada  |
| 10   | Stefano Toller         | 24 años | Lima, Perú                            | 3.er eliminado |
| 11   | Monique Hasbun         | 24 años | Phoenix, Estados Unidos               | 2.ª eliminada  |
| 12   | Dan García (Dream Boy) | 23 años | Ciudad de México, México              | 1.er eliminado |

## Seguimiento

### Noche 1
| Orden | Artista        | Canción             | Resultado |
| ----- | -------------- | ------------------- | --------- |
| 1     | Nati Boulier   | «Falsas promesas»   | Segura    |
| 2     | Mosmo          | «Morra»             | Seguro    |
| 3     | Wanda Original | «Vamos pal espacio» | Segura    |
| 4     | Stefano Toller | «Inevitable»        | Seguro    |
| 5     | Gigi Saldaña   | «Luna llena»        | Segura    |
| 6     | Rmand          | «X tu casa»         | Seguro    |
| 7     | Monique Hasbun | «Dice mami»         | Eliminada |
| 8     | Eydrey         | «Malas decisiones»  | Segura    |
| 9     | Nashy-Nashai   | «Mirá ma»           | Segura    |
| 10    | Mila           | «Poco comercial»    | En riesgo |
| 11    | Dreamboy       | «Voy por el millón» | Eliminado |
| 12    | Diego Smith    | «Profesora»         | Seguro    |

### Noche 2
| Orden | Artista        | Canción              | Resultado |
| ----- | -------------- | -------------------- | --------- |
| 1     | Rmand          | «Malibú»             | Segura    |
| 2     | Gigi Saldaña   | «Máquina del tiempo» | Segura    |
| 3     | Stefano Toller | «Química»            | Eliminado |
| 4     | Mosmo          | «Dimensiones»        | En riesgo |
| 5     | Mila           | «Muñequita»          | Segura    |
| 6     | Wanda Original | «Tokio»              | Segura    |
| 7     | Diego Smith    | «Conexión»           | Seguro    |
| 8     | Eydrey         | «Ilusionada»         | En riesgo |
| 9     | Nati Boulier   | «Roma»               | Segura    |
| 10    | Nashy-Nashai   | «Cosas por decir»    | Segura    |

### Noche 3
| Orden | Artista        | Canción                  | Resultado |
| ----- | -------------- | ------------------------ | --------- |
| 1     | Diego Smith    | «Pa' Chile»              | Seguro    |
| 2     | Rmand          | «El patio»               | En riesgo |
| 3     | Nati Boulier   | «Primavera»              | Eliminada |
| 4     | Wanda Original | «Hype»                   | Segura    |
| 5     | Mosmo          | «Desde de la h»          | Seguro    |
| 6     | Nashy-Nashai   | «Querido diario»         | En riesgo |
| 7     | Gigi Saldaña   | «Party de marquesina»    | Segura    |
| 8     | Mila           | «De donde vengo»         | Segura    |
| 9     | Eydrey         | «Ni de aquí, ni de allá» | Segura    |

### Noche 4
| Orden | Artista        | Canción              | Resultado |
| ----- | -------------- | -------------------- | --------- |
| 1     | Nashy-Nashai   | «Crezco»             | Segura    |
| 2     | Mila           | «Champaña»           | Eliminada |
| 3     | Rmand          | «Vuelo a Marte»      | Seguro    |
| 4     | Wanda Original | «Ley de atracción»   | En riesgo |
| 5     | Mosmo          | «300 latidos»        | Seguro    |
| 6     | Gigi Saldaña   | «Alma fría»          | Segura    |
| 7     | Eydrey         | «Na de ti»           | Eliminada |
| 8     | Diego Smith    | «Soldado del ghetto» | Seguro    |

### Noche 5
| Orden | Artista        | Canción          | Resultado |
| ----- | -------------- | ---------------- | --------- |
| 1     | Mosmo          | «La misma mujer» | En riesgo |
| 1     | Rmand          | «La misma mujer» | En riesgo |
| 2     | Gigi Saldaña   | «Mejor amiga»    | Eliminada |
| 2     | Nashy-Nashai   | «Mejor amiga»    | En riesgo |
| 3     | Wanda Original | «TNT»            | Segura    |
| 3     | Diego Smith    | «TNT»            | Seguro    |

### Noche 6
| Orden | Artista        | Canción          | Resultado |
| ----- | -------------- | ---------------- | --------- |
| 1     | Diego Smith    | «Space Love»     | En riesgo |
| 2     | Nashy-Nashai   | «Si me quieres»  | Segura    |
| 3     | Mosmo          | «Siempre tú»     | Eliminado |
| 4     | Wanda Original | «Complicated»    | Segura    |
| 5     | Rmand          | «Frío que quema» | En riesgo |

### Noche 7
| Orden | Artista        | Canción    | Resultado |
| ----- | -------------- | ---------- | --------- |
| 1     | Nashy-Nashai   | «Groove»   | Segura    |
| 2     | Diego Smith    | «Prrr»     | En riesgo |
| 3     | Wanda Original | «Nagasaki» | En riesgo |
| 4     | Rmand          | «Tu amor»  | Seguro    |

### Noche 8
| Orden | Artista        | Canción                  | Resultado   |
| ----- | -------------- | ------------------------ | ----------- |
| 1     | Rmand          | «Decir adiós»            | 2.do puesto |
| 2     | Wanda Original | «Hasta que salga el sol» | 4.to puesto |
| 3     | Nashy-Nashai   | «Karma»                  | Ganadora    |
| 4     | Diego Smith    | «Tu + yo = ?»            | 3° puesto   |

## Resultados generales
| Nashy    | Segura    | Segura    | Riesgo    | Segura    | Riesgo    | Segura    | Segura | 3.º puesto  |
| Rmand    | Seguro    | Seguro    | Riesgo    | Seguro    | Riesgo    | Riesgo    | Seguro | 2.do puesto |
| Diego    | Seguro    | Seguro    | Seguro    | Seguro    | Seguro    | Riesgo    | Riesgo | Ganador     |
| Wanda    | Segura    | Segura    | Segura    | Riesgo    | Segura    | Segura    | Riesgo | 4.to puesto |
| Mosmo    | Seguro    | Riesgo    | Seguro    | Seguro    | Riesgo    | Eliminado |        |             |
| Gigi     | Segura    | Segura    | Segura    | Segura    | Eliminada |           |        |             |
| Eydrey   | Salvada   | Riesgo    | Salvada   | Eliminada |           |           |        |             |
| Mila     | Riesgo    | Segura    | Segura    | Eliminada |           |           |        |             |
| Nati     | Segura    | Segura    | Eliminada |           |           |           |        |             |
| Stefano  | Seguro    | Eliminado |           |           |           |           |        |             |
| Monique  | Eliminada |           |           |           |           |           |        |             |
| Dreamboy | Eliminado |           |           |           |           |           |        |             |

## Episodios
| N.º | Título                       | Fecha de emisión original |
| --- | ---------------------------- | ------------------------- |
| 1   | «Inicia la competencia»      | 4 de abril de 2023        |
| 2   | «No es otra canción de amor» | 4 de abril de 2023        |
| 3   | «Representa tus raíces»      | 4 de abril de 2023        |
| 4   | «Esto es lo que soy»         | 4 de abril de 2023        |
| 5   | «Colaboraciones»             | 4 de abril de 2023        |
| 6   | «Cruzando fronteras»         | 12 de abril de 2023       |
| 7   | «Baila conmigo»              | 12 de abril de 2023       |
| 8   | «La gran final»              | 12 de abril de 2023       |